# 날 용서해줄래요?
《날 용서해줄래요?》(영어: Can You Ever Forgive Me?)는 2018년 미국의 전기 드라마 영화로, 마리엘 헬러 감독이 연출하고 니콜 홀러프세너가 각본을 썼다. 자서전 작가 리 이즈리얼이 지은 회고록을 바탕으로, 사망한 유명 작가들의 편지를 위조해서 돈을 번 그녀의 이야기를 다루었다. 멀리사 매카시가 리 이즈리얼 역을 맡았고, 리처드 E. 그랜트, 돌리 웰스, 제인 커틴, 애나 디비어 스미스, 스티븐 스피넬라, 벤 팰콘이 조연으로 출연한다.
2018년 9월 텔류라이드 영화제에서 초연되었고, 같은 해 10월 미국 극장에서 개봉하였다. 대한민국에서는 정식 개봉하지 않고 2차 매체로 공개되었다.

## 줄거리
1991년, 에스티 로더 전기가 혹평을 받은 뒤 작가 리 이즈리얼은 슬럼프, 알코올 의존증, 금전 문제에 시달린다. 생각 끝에 사망한 유명인들의 편지를 위조해 판매하게 된 리는 기만과 자기 파괴의 악순환에 빠져든다.

## 출연
- 멀리사 매카시 - 리 이즈리얼 역
- 리처드 E. 그랜트 - 잭 혹 역
- 돌리 웰스 - 애나 역
- 제인 커틴 - 마저리 역
- 벤 팰콘 - 앨런 슈밋 역
- 애나 디비어 스미스 - 일레인 역
- 스티븐 스피넬라 - 폴 역
- 그레고리 코로스티솁스키 - 안드레이 역
- 크리스천 나바로 - 커트 역
- 에릭 러레이 하비 - 솔라너스 FBI 요원 역
- 브랜던 스콧 존스 - 글렌 역
- 셰이 들린 - 넬 역
- 마크 에번 잭슨 - 로이드 역
- 케빈 캐럴런 - 톰 클랜시 역
- 저스틴 비비언 본드 - 라운지 가수 역
- 팀 커밍스 - 크레이그 역
- 제니퍼 웨스트펠트 (삭제분)